# 1407

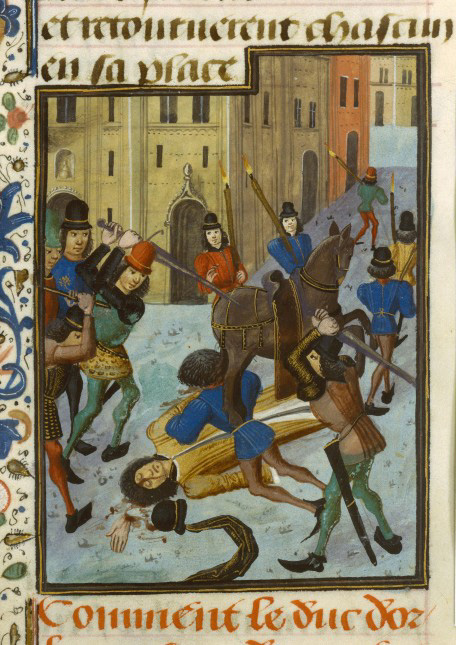
moord op Lodewijk van Orléans

Het jaar 1407 is het 7e jaar in de 15e eeuw volgens de christelijke jaartelling.

## Gebeurtenissen
- 23 november - Lodewijk I van Orléans, de broer van koning Karel VI van Frankrijk, wordt vermoord in opdracht van hertog Jan zonder Vrees van Bourgondië. Dit leidt tot een burgeroorlog tussen de Armagnacs (aanhangers van Orléans) en de Bourguignons (aanhangers van Bourgondië).
- 24 november - Begin van het Beleg van Maastricht: Burgermilities uit Luik en diverse andere steden belegeren Maastricht, waar Jan van Beieren, de prins-bisschop van Luik zich bevindt.
- 31 december - Coevorden ontvangt stadsrechten.
- Gian Dinh roept zich uit tot keizer van Vietnam en sticht de Latere Tran-dynastie. Hij begint een strijd tegen de binnengevallen Chinezen. (zie Vierde Chinese overheersing).
- De eerste wipmolens in Nederland komen in gebruik.
- Zwolle en Duisburg treden toe tot de Hanze.
- Leerdam ontvangt opnieuw stadsrechten.
- De bank Casi di San Georgio in Venetië wordt gesticht.
- kloosterstichtingen: Sint-Antoniusklooster (Albergen), Priorij van Betlehem (Herent)
- Het Sint-Petersgasthuis in Arnhem wordt in gebruik genomen.

## Opvolging
- Duitse Orde - Koenraad V van Jungingen opgevolgd door Ulrich van Jungingen
- Georgië - George VII opgevolgd door zijn broer Constantijn I (jaartal bij benadering)
- Mantua - Francesco I Gonzaga opgevolgd door Gianfrancesco I Gonzaga
- Meißen - Willem I opgevolgd door zijn neven Frederik IV en Willem II
- Morea - Theodoros I Palaiologos opgevolgd door zijn neef Theodoros II Palaiologos
- Orléans - Lodewijk I opgevolgd door zijn zoon Karel
- Perigord - Lodewijk I van Orléans opgevolgd door Jan van Angoulême
- Vietnam (onder Chinese overheersing) - Hồ Hán Thương opgevolgd door Giản Định Đế

## Afbeeldingen

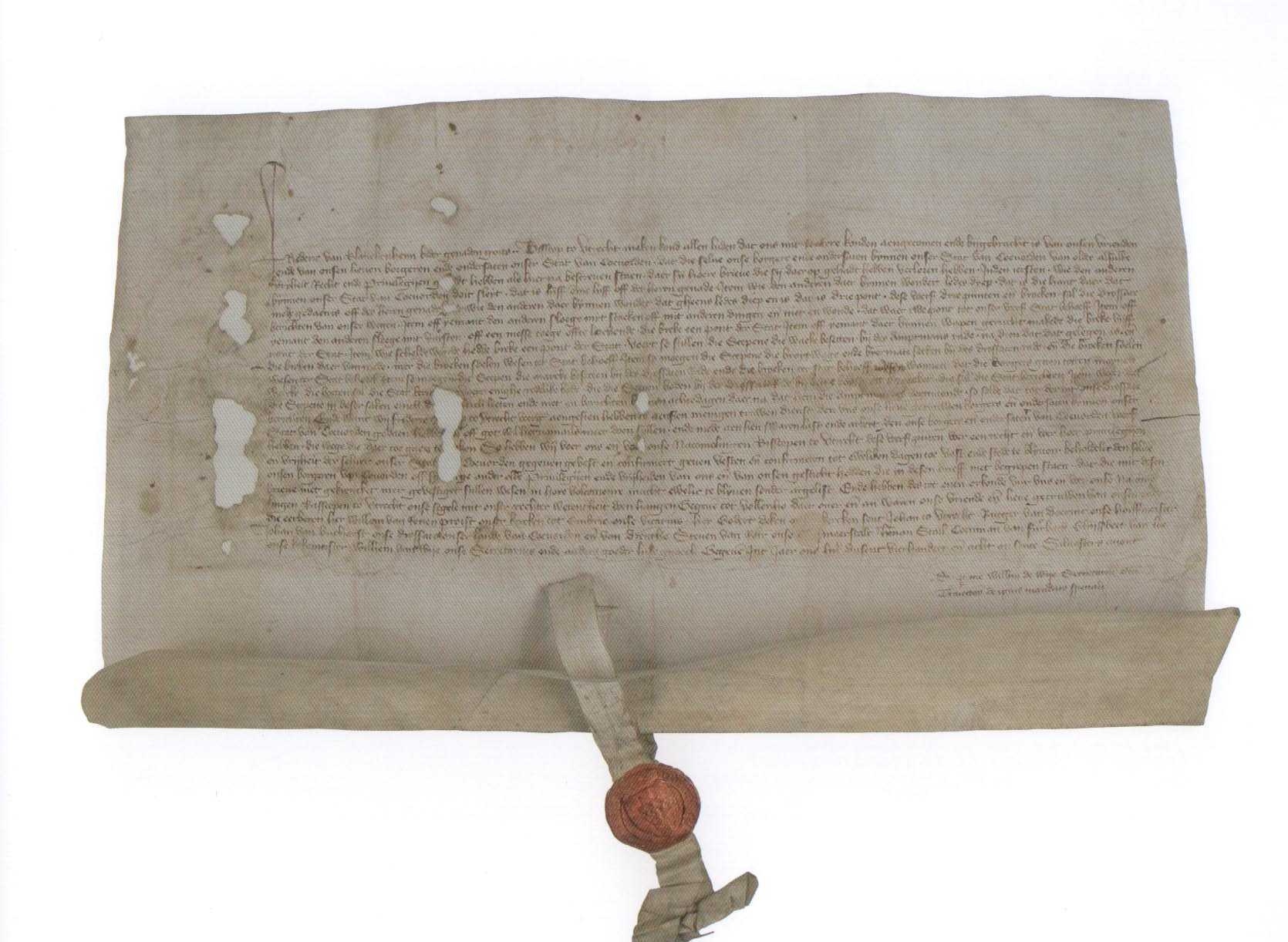
Stadsbrief van Coevorden
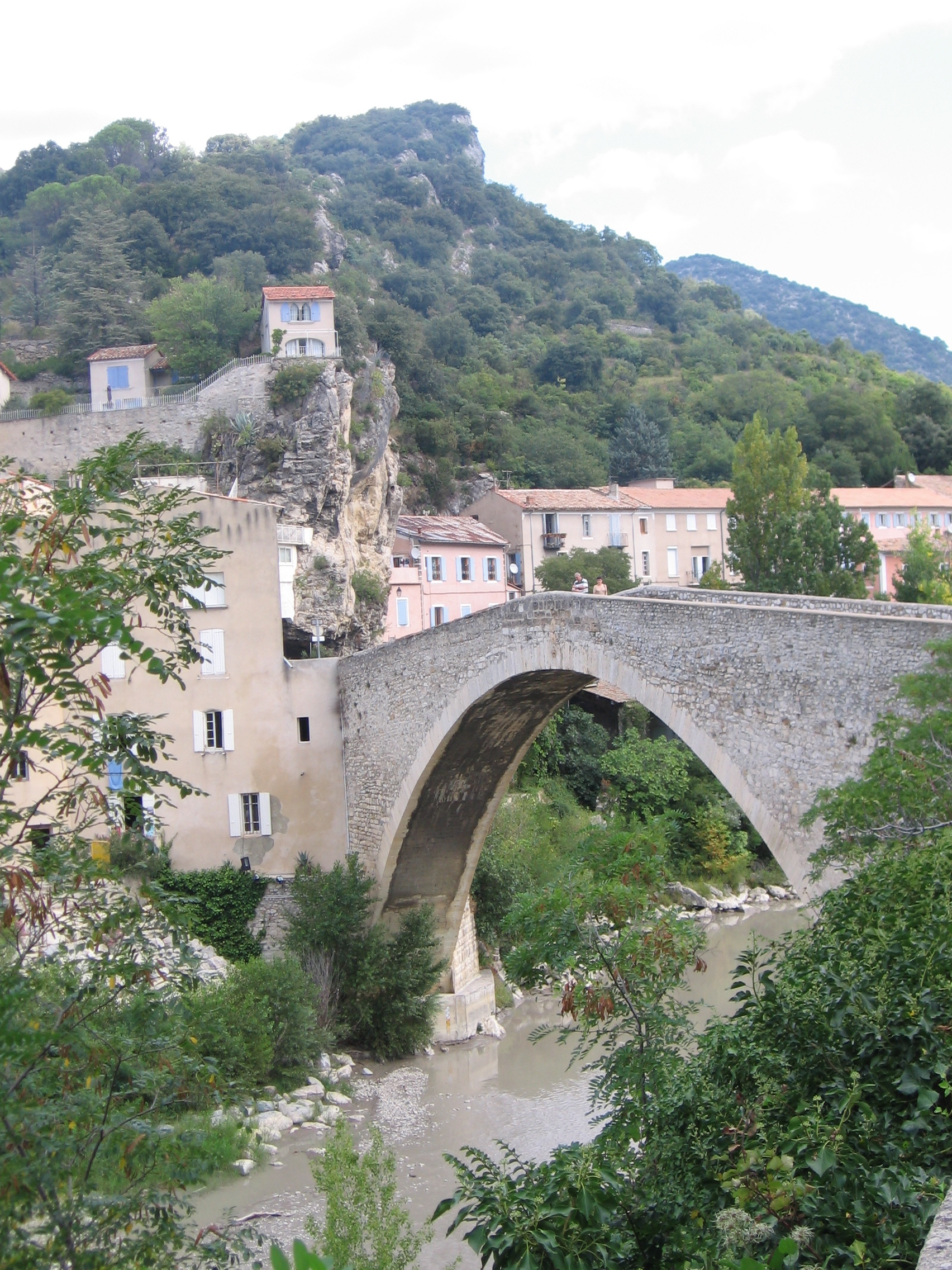
Pont de Nyons, Nyons, voltooid 1407
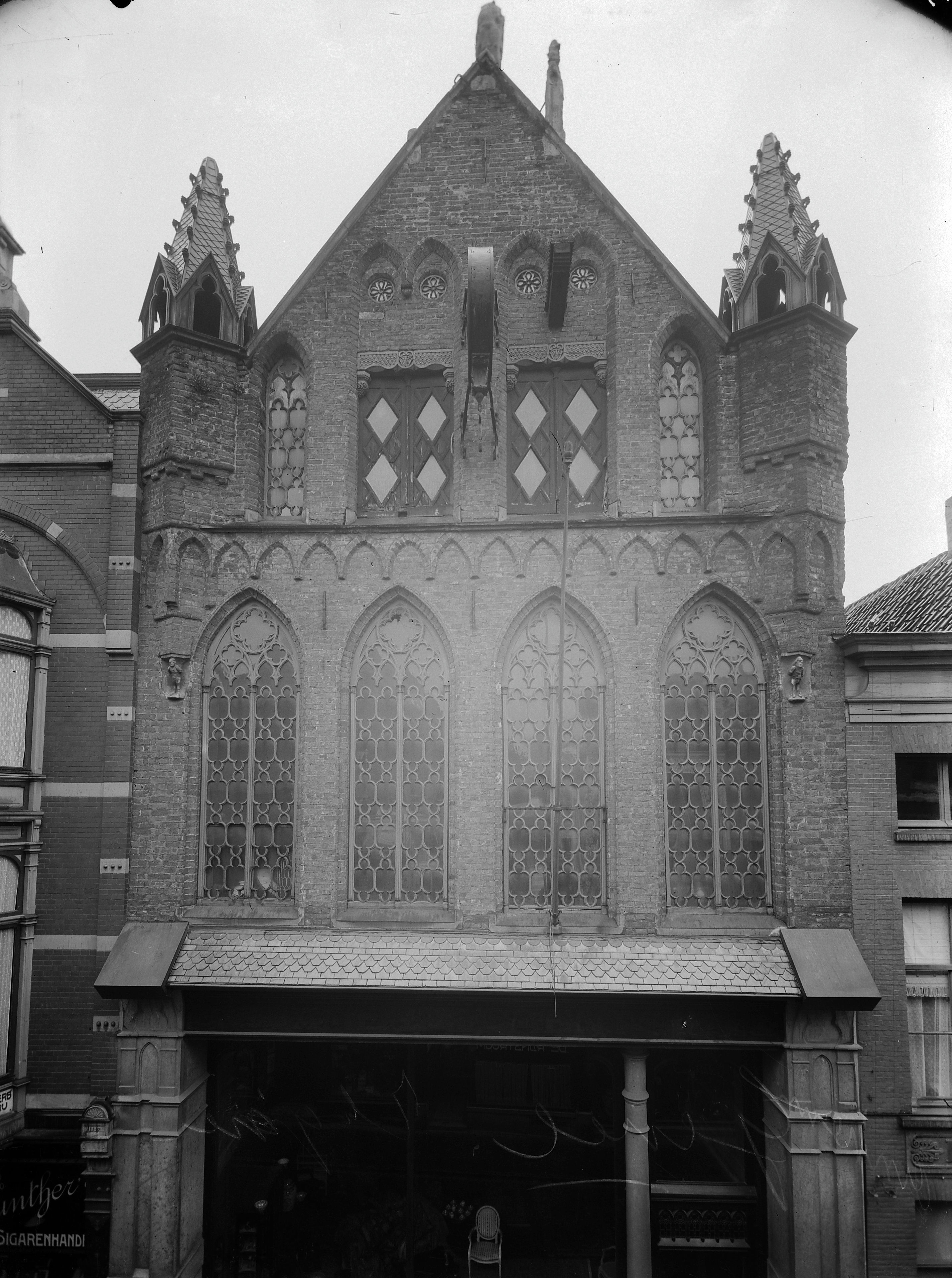
Sint-Petersgasthuis, Arnhem
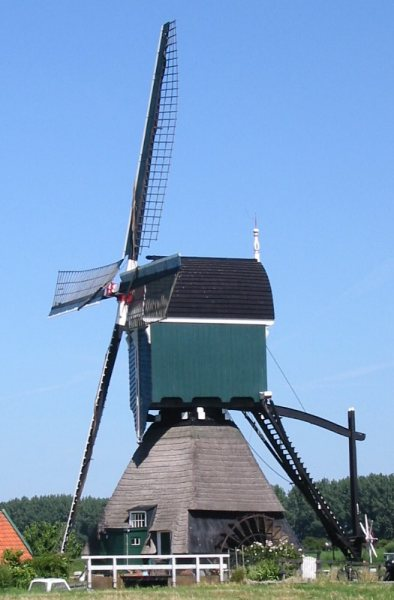
een wipmolen

## Geboren
- 15 maart - Jacob, markgraaf van Baden-Baden
- 22 maart - Ulug Bey, Perzisch heerser en astronoom
- 27 augustus - Ashikaga Yoshikazu, shogun van Japan (1423-1425)
- 7 september - Eleonora van La Marche, Frans edelvrouw
- Agnes van Bourgondië, Bourgondisch edelvrouw
- Lionello d'Este, markgraaf van Ferrara (1441-1450)
- Rutger IV Kettler zu Assen, Duits edelman
- Johannes Hunyadi, Hongaars veldheer en staatsman (jaartal bij benadering)

## Overleden
- 9 februari - Willem I (63), markgraaf van Meißen en landgraaf van Thüringen
- 21 februari - Swedera van Runen, Nederlands kloosterlinge
- 23 april - Olivier V de Clisson (~70), Bretons soldaat
- 23 mei - Willem van Abcoude (~61), Utrechts edelman
- 24 juni - Theodoros I Palaiologos, despoot van Morea (1383-1407)
- 13 oktober - Johannes Canard, Bourgondisch bisschop en staatsman
- 23 november - Lodewijk I van Orléans (35), Frans prins
- Francesco I Gonzaga (~41), heer van Mantua
- Johanna van Saint-Pol, Frans edelvrouw
- Koenraad V van Jungingen, grootmeester van de Duitse Orde
- Miran Shah, Timoeridisch heerser
- Pir Mohammed (~31), heerser der Timoeriden (1405-1407)
- Reinier II van Monaco (~57), Frans edelman
- Xu (~45), echtgenote van keizer Yongle
- Dirk van Bronckhorst-Batenburg, Gelders edelman (jaartal bij benadering)
- George VII, koning van Georgië (1383-1407?) (jaartal bij benadering)